# فيل روي
فيل روي (بالإنجليزية: Phil Roy)‏ هو كاتب أغاني ومغن مؤلف أمريكي، ولد في 28 فبراير 1959 في فيلادلفيا في الولايات المتحدة.

## وصلات خارجية
- الموقع الرسمي
- فيل روي على موقع IMDb (الإنجليزية)
- فيل روي على موقع ميوزك برينز (الإنجليزية)
- فيل روي على موقع أول ميوزيك (الإنجليزية)
- فيل روي على موقع ديسكوغز (الإنجليزية)
- فيل روي على موقع قاعدة بيانات الفيلم (الإنجليزية)